# Sandveld

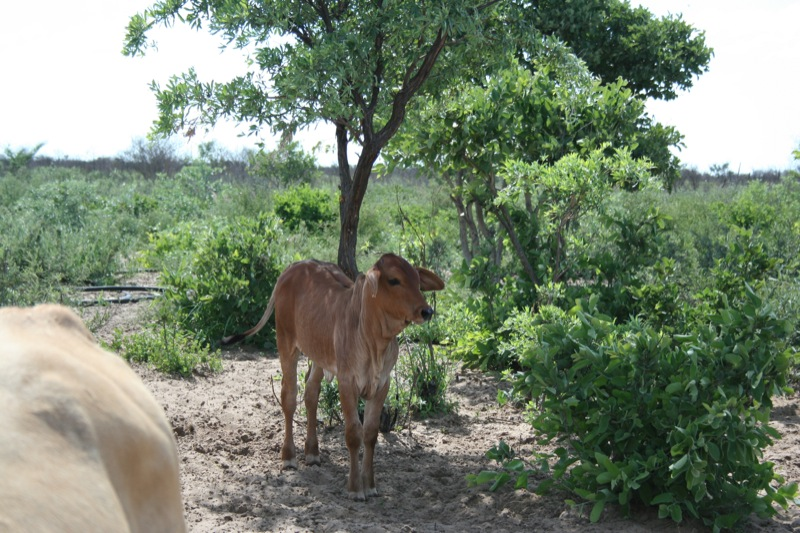
Paysage du Sandveld

Le Sandveld (prairie de sable) est une étroite bande de terre, faiblement peuplée en Namibie et en Afrique du Sud entre la côte Ouest et le Swartland, depuis Hopefield au sud jusqu'à Lutz au nord. Le climat et la végétation sont très similaires à ceux de la côte ouest. Le sol sableux est un signe que la région tout entière était autrefois sous le niveau de la mer. 
L'économie de la région repose principalement sur l'agriculture (bovins, moutons, blé et légumes). 40 pour cent des pommes de terre de semence d'Afrique du Sud sont récoltées ici. 